# 非官守議員
非官守議員（ひかんしゅぎいん、unofficial member）とは、香港特別行政区の行政会議（Executive Council）および立法会（Legislative Council）の成員であり、かつ香港政府のメンバーではない個人を指す。「非官守（unofficial, non-official）」と「官守（official）」という用語は、その個人が政府の役職に就いているかどうかを意味する。官守であれ非官僚であれ、両者とも行会・立法会の完全な議員資格を有する。
1991年に立法評議会議員の直接選挙が実施される以前、香港政庁はビジネス・エリートや社会的エリートの議員を2つの議会に任命することで、香港社会の意見や見解を反映していた。これらの議員は地元住民と政府との橋渡し役として機能していた。1960年代から1980年まで、行政・立法両評議会の非官守議員は香港住民の苦情を処理する行政立法両局非官守議員辦事処（英語: UMELCO Office）を形成していた。
これらの役職は香港総督によって任命され、充て職である官守議員（當然議員ex officio members）とともにそれぞれ行政・立法評議会に参加した。首席非官守議員（Senior Unofficial Member）は、非官守議員の中から香港総督が任命した。また、選挙によらない、または一部選挙で選ばれた地方議会についても、非官守議員が任命されることがあった。
現在も行政会議は官守議員（1997年以降はofficial member）と非官守議員（1997年以降はnon-official member）で構成されている。非官守議員のうち1人は、行政長官（1997年までは総督）によって招集人（Convenor）に任命される（1994年までは主席非官守議員）。